# Elektrogorsk
Elektrogorsk - Электрогорск (rus) és una ciutat de l'óblast de Moscou, a Rússia. Es troba a 74 km a l'est de Moscou.

## Història
Elektrogorsk fou fundada el 1912 arran de la construcció de la primera gran central elèctrica de turba a Rússia. Aconseguí l'estatus de possiólok (poble) el 1928 i el 1946 el de ciutat juntament amb el seu nom actual.